# Farisz
Farisz (mac. Фариш) – wieś w południowej Macedonii Północnej, terytorialnie i administracyjnie należąca do gminy Kawadarci. Według stanu na 2002 rok jej liczebność wynosiła 23 mieszkańców.

położenie wsi na mapie gminy

Według danych ze spisu powszechnego przeprowadzonego w 2002 roku, wieś Farisz zamieszkiwało 23 osób deklarujących następującą narodowość:
- Macedończycy – 23 (100%)